# 丁城
丁城（よぼろじょう）は、島根県邑智郡美郷町都賀西にあった日本の城。 標高243メートル、比高160メートル。別名、要路城、用路城、養老城、都賀西城。

## 概要
南北朝時代に、佐波氏によって築かれたと言われている。築城者については、小笠原氏、高橋氏、毛利氏など諸説ある。
戦国時代には、毛利氏と尼子氏の攻防の舞台であった。永禄元年(1558年)に、温湯城城主小笠原長雄が毛利軍に降伏した後、毛利の重臣口羽通良が城主となり、毛利氏の出雲侵攻の軍事拠点となった。

## 構造
城の近辺には、江の川の浅瀬があり、それが「要路」という呼称にも繋がっている。
江の川の西岸、光宅寺谷の北東の山に位置し、江の川西岸を川沿いに進むと、「丁城」の看板がある。さらに少し南方の谷から向かって右側の尾根へ登り、真西に主郭が存在する。
山頂には本丸跡とおぼしき削平地が見られ、大規模な城であった。空堀、竪堀などの跡も見られる。南東部に石垣があったらしい。
文禄の役で病没した城主の口羽春良(口羽通良の次男)の墓が、城の南側の寺院、光宅寺にある。

## 交通アクセス
- 西日本旅客鉄道(JR西日本)三江線石見都賀駅から徒歩60分.